# Clinton Stephens
Clinton Paulson Stephens (* 13. Oktober 1919 in New York City; † 19. September 1995 in Ruxton, Maryland) war ein US-amerikanischer Badmintonspieler.

## Leben
Stephens studierte am City College of New York und erwarb dort 1938 den Bachelorgrad. Von 1940 bis 1946 diente er in der US Army und erreichte den Rang eines Majors. Er war unter anderem fast drei Jahre im Pazifik eingesetzt und wurde mit zwei Bronze Stars ausgezeichnet. Im Jahr 1946 kam er nach Baltimore und heiratete dort Patricia Anne „Patsey“ Roberts.
Gemeinsam mit seiner Frau gewann Stephens die offen ausgetragenen US-Meisterschaften 1948. Ein Jahr später siegten beide bei den prestigeträchtigen All England.
Clint Stephens stand 1949 mit dem amerikanischen Team in der Thomas-Cup-Endrunde, unterlag jedoch im Halbfinale gegen den späteren Sieger Malaya und belegte somit den Bronzerang bei dieser Weltmeisterschaft für Männermannschaften.
Nach seinem Rückzug aus dem Leistungssport arbeitete Stephens von 1950 bis zum Eintritt in den Ruhestand 1985 als Investmentbanker bei der Firma Alex. Brown and Sons Inc. in Baltimore.

## Sportliche Erfolge
| Saison | Veranstaltung | Disziplin  | Platz | Name                                                                                             |
| ------ | ------------- | ---------- | ----- | ------------------------------------------------------------------------------------------------ |
| 1948   | US Open       | Mixed      | 1     | Clint Stephens / Patricia Stephens                                                               |
| 1949   | All England   | Mixed      | 1     | Clinton Stephens / Patsey Stephens                                                               |
| 1949   | Thomas Cup    | Herrenteam | 3     | USA (David G. Freeman, Wynn Rogers, Clinton Stephens, Bob Williams, Marten Mendez, Carl Loveday) |